# Sukodono (Donorojo)
Sukodono is een bestuurslaag in het regentschap Pacitan van de provincie Oost-Java, Indonesië. Sukodono telt 3177 inwoners (volkstelling 2010).